# Parentella major
Parentella major es una especie de mantis de la familia Mantidae.

## Distribución geográfica
Se encuentra en Burkina Faso, Ghana, Camerún, Níger, Senegal y Togo.